# Forstmuseum Silvanum

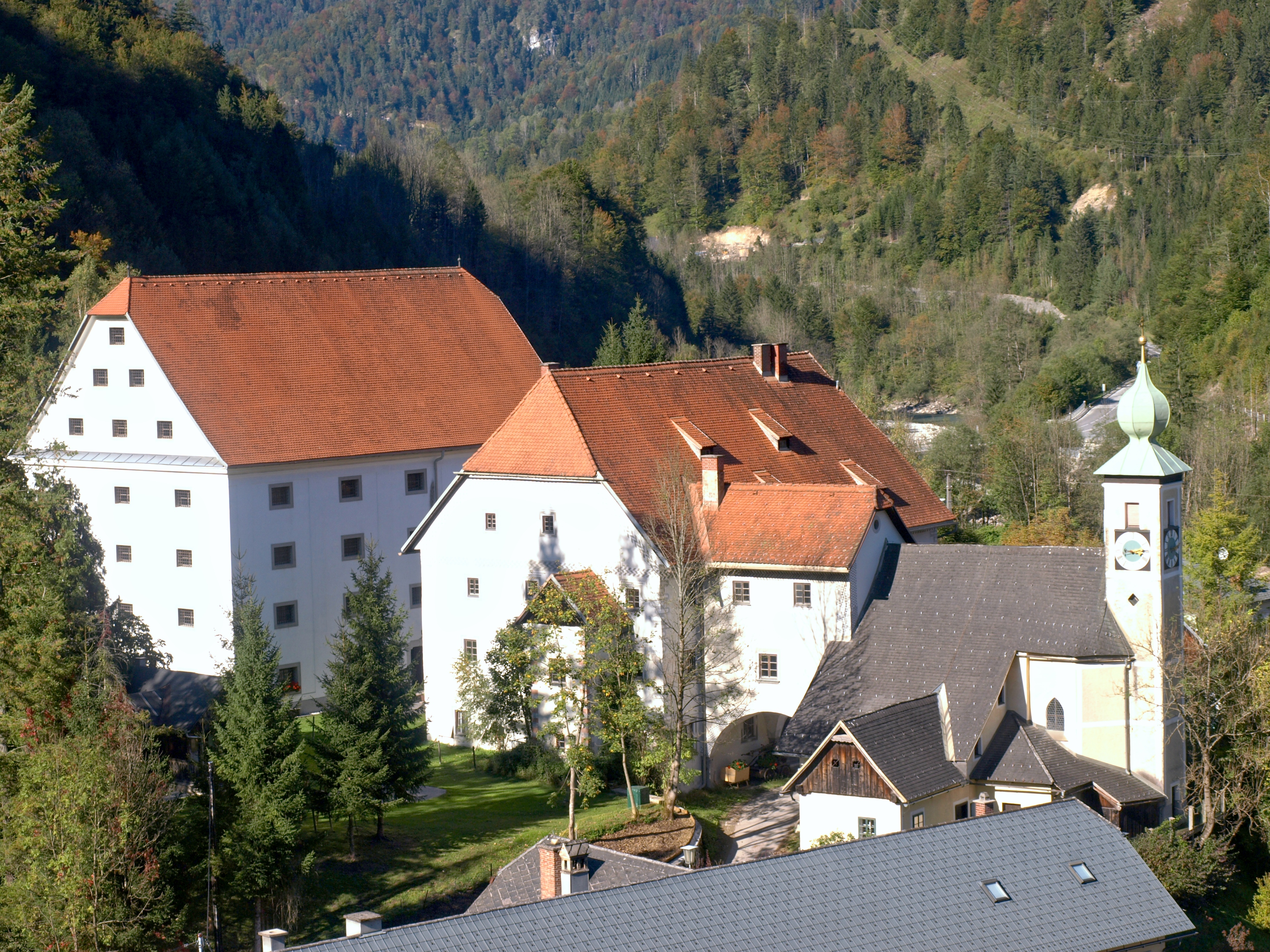
Sogenannter Neuer und Alter Kasten mit Filialkirche Großreifling

Das Forstmuseum Silvanum befindet sich im Neuen Kasten neben dem Alten Kasten in der Ortschaft Großreifling in der Gemeinde Landl im Bezirk Liezen in der Steiermark.

## Geschichte
Der Förster Adolf Grabner gründete 1966 zum Thema Forstwirtschaft ein Heimatmuseum in der Gemeinde Wildalpen, welches ab 1970 Forstmuseum Wildalpen genannt wurde. Da die Sammlungsobjekt sich beständig erweiterten, wurde das Museum zu klein. Es wurde für ein größeres Museum der Neue Kasten, ein 1711 erbautes Speichergebäude der ehemaligen Innerberger Hauptgewerkschaft, im Eigentum der Österreichischen Bundesforste, gefunden. 1975 gründete Grabner einen Museumsverein und das Forstmuseum konnte 1979 in Großreifling eröffnet werden.

## Ausstellung
Das Museum stellt die Arbeit der Holzarbeiter dar.

## Auszeichnungen
- Österreichisches Museumsgütesiegel 2014–2019